# FBXW4
FBXW4 (англ. F-box and WD repeat domain containing 4) – білок, який кодується однойменним геном, розташованим у людей на короткому плечі 10-ї хромосоми. Довжина поліпептидного ланцюга білка становить 412 амінокислот, а молекулярна маса — 46 337.
| 10         |  | 20         |  | 30         |  | 40         |  | 50         |
| ---------- |  | ---------- |  | ---------- |  | ---------- |  | ---------- |
| MAAAAGEEEE |  | EEEAARESAA |  | RPAAGPALWR |  | LPEELLLLIC |  | SYLDMRALGR |
| LAQVCRWLRR |  | FTSCDLLWRR |  | IARASLNSGF |  | TRLGTDLMTS |  | VPVKERVKVS |
| QNWRLGRCRE |  | GILLKWRCSQ |  | MPWMQLEDDS |  | LYISQANFIL |  | AYQFRPDGAS |
| LNRRPLGVFA |  | GHDEDVCHFV |  | LANSHIVSAG |  | GDGKIGIHKI |  | HSTFTVKYSA |
| HEQEVNCVDC |  | KGGIIVSGSR |  | DRTAKVWPLA |  | SGRLGQCLHT |  | IQTEDRVWSI |
| AISPLLSSFV |  | TGTACCGHFS |  | PLRIWDLNSG |  | QLMTHLGSDF |  | PPGAGVLDVM |
| YESPFTLLSC |  | GYDTYVRYWD |  | LRTSVRKCVM |  | EWEEPHDSTL |  | YCLQTDGNHL |
| LATGSSYYGV |  | VRLWDRRQRA |  | CLHAFPLTST |  | PLSSPVYCLR |  | LTTKHLYAAL |
| SYNLHVLDFQ |  | NP         |  |            |  |            |  |            |

A: Аланін

C: Цистеїн

D: Аспарагінова кислота

E: Глутамінова кислота

F: Фенілаланін

G: Гліцин

H: Гістидин

I: Ізолейцин

K: Лізин

L: Лейцин

M: Метіонін

N: Аспарагін

P: Пролін

Q: Глутамін

R: Аргінін

S: Серин

T: Треонін

V: Валін

W: Триптофан

Кодований геном білок за функцією належить до білків розвитку. 
Задіяний у таких біологічних процесах, як убіквітинування білків, сигнальний шлях Wnt. 